# 利希特諾米倫弗利斯河

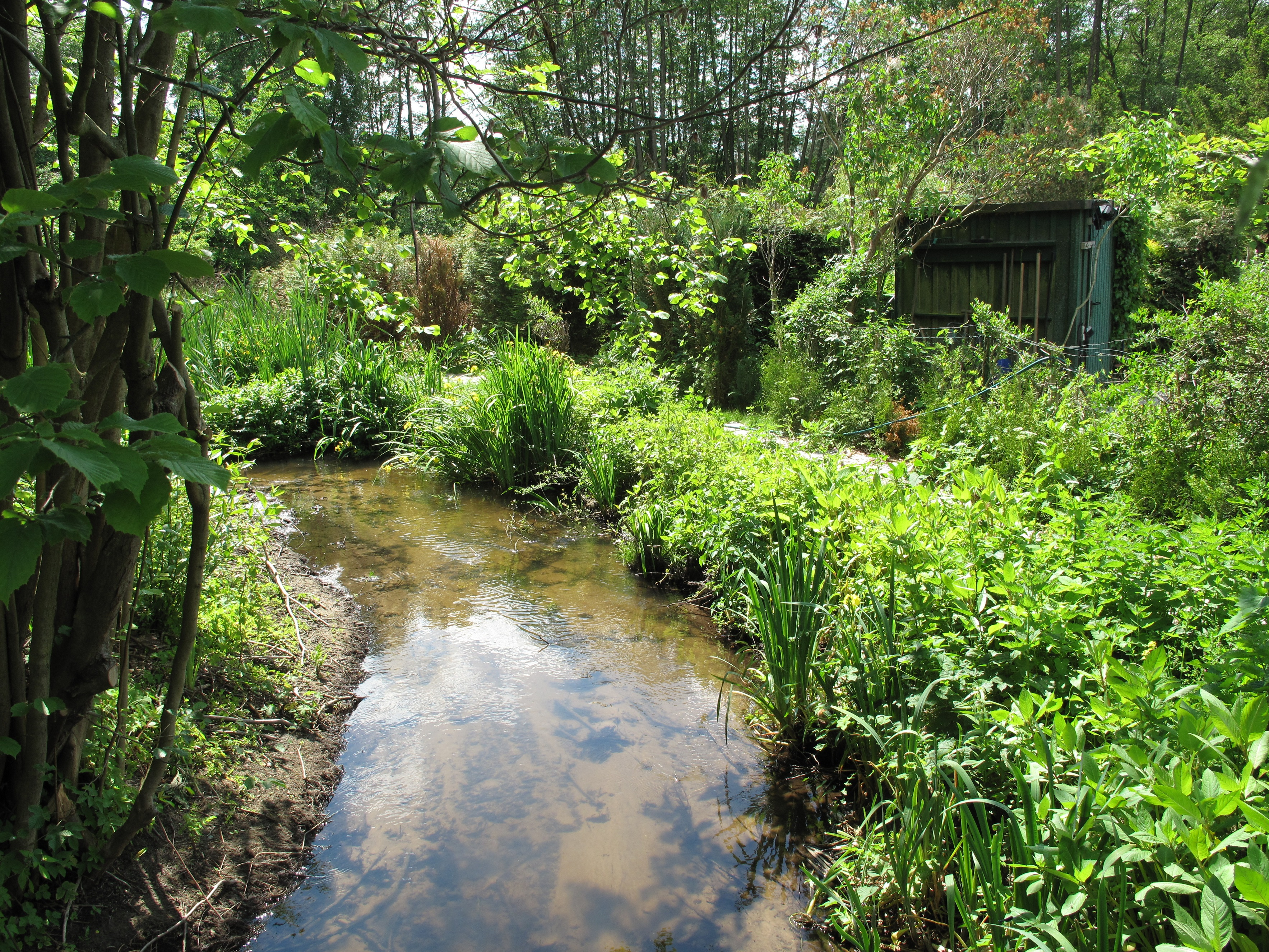
利希特諾米倫弗利斯河

52°27′54.08″N 13°57′52.48″E / 52.4650222°N 13.9645778°E
利希特諾米倫弗利斯河（德語：Lichtenower Mühlenfließ），是德國的河流，位於該國東北部，由勃蘭登堡州負責管轄，屬於勒克尼茨河的支流，河道全長23公里，流域面積97平方公里。